# أمعائيات عاثية تي6
أمعائيات عاثية تي6 هو فيروس من فصيلة فيروسات عضلية وجنس فيروسات شبيهة-T4.